# 러셀 멀케히
러셀 멀캐히(Russell Mulcahy, 1953년 6월 23일 ~ )는 오스트레일리아의 뮤직비디오 및 영화 감독이다.